# Берегомет (селище)
Берегоме́т — селище Вижницького району Чернівецької області, центр Берегометської селищної громади.

## Географія
Через селище протікає річка Серет. Біля річки є гора Стіжок. 
1890 року Микола Василько заклав Берегометський дендропарк. Його площа — 1 гектар, тут росте 54 види дерев і чагарників. Перлиною парку є два дерева псевдомодрини золотистої.
У Берегометі розміщується адміністрація НПП «Вижницький».

## Походження назви
За однією з теорій назва Берегомет походить від німецького — Berg (гора). 
За іншою версією назва Берегомет походить від того що річка Серет береги метає. Походить від характеру річок, на яких розкинулося це селище. Щовесни бурхливі потоки наносили великі береги з гравію. Тому люди говорили «береги мете», а місце назвали Берегомет . Правильність цієї теорії підтверджена тим, що немає етноніма Берегомет поза бурхливими ріками.

## Символіка
Берегомет не мав затвердженого герба. Реконструкція герба на основі печатки громади австрійського періоду: У синьому полі із зеленою основою золотий олень із чорними очима.

## Історія
Коли саме почали заселяти люди Берегомет, ніхто зараз не скаже, але на основі досліджень, архівних даних, переказів можна припустити, що це було не пізніше XV століття. Чому саме тоді? В ті давні часи була однією з наймогутніших держав Османська імперія, її володарям вдалося завоювати і підкорити багато країн. Визнав себе васалом турецького султана молдавський господар, якому належала Буковина. Народ жорстоко пригноблювали, примушували платити великі податки, виконувати різноманітні повинності. Разом з кримськими татарами турки робили набіги на буковинські, подільські землі, що супроводжувалися вбивствами, грабежем, спустошенням населених пунктів, поневоленням народу і продажем його в рабство. Особливо це лихоліття посилилося в останній чверті XV століття і продовжувалось у XVI столітті. З історичних хронік відомо про напади 1489, 1454, 1499, 1502, 1508, 1509, 1515 років, які привели до втеч великої кількості людей у гори з метою врятування власного життя та своїх дітей. Селяни-втікачі намагались якнайдалі сховатися від своїх поневолювачів, а тому найкращою схованкою вважали гірську місцевість, до якої було важко добратися через дрімучі ліси і малозалюднені місця.
Скільки прийшло туди втікачів перший раз? Теж не знайдено відповіді, бо в той час ніхто не робив перепису населення. Вони вибрали це місце не випадково, а тому, що тут була річка з великими запасами риби, з деревини можна було робити будинки, господарські будівлі, хатнє начиння, в самому лісі добувати оленів, диких кіз, кабанів, зайців, зубрів, збирати гриби та ягоди.
Очевидно, переселенців було декілька сімей, бо одна-дві побоялися б воювати з ведмедями та вовками, яких було достатньо в цій місцевості. Крім того, важко було зробити зруб одному, і один не міг розпилювати досить товсті стовбури дерев.
Розміри жител не були великими. Вони складалися з хати та сіней і часом комори для зберігання продуктів харчування, одягу та іншого. Все старалися зробити, як у попередніх оселях на долах.
З меблів були лавиці, стіл, полиці, мисник, колиска. Підлоги не було, вікна маленькі, пічка, цебер, діжка, коцюба, горщики, ікони, за якими було зілля і в декого над ними висів вишитий рушник. Зимою в приміщенні могли бути разом з людьми тварини. Хата була курною.
Проходили роки за роками. Мало що змінилося в сімейному побуті поселян. В основному вони полювали та потрохи відвойовували землю у лісу, викорчовуючи його. Рідко коли покидали своє село, боячись зустрічі з чужинцями або військом.
Поступово зростала кількість населення. Народжувались діти, створювалися нові сім'ї, і про цей населений пункт дізналися в Сучавському цинуті. Перша письмова згадка про Берегомет датується 1696 роком у праці Т. Балана «Документи Буковини», яка була видана в Чернівцях у 1937 році.
Здавна в Берегометі, враховуючи його положення на перехресті різних тогочасних держав, проживали представники різних національностей. Єврейська громада Берегомета  у 1800 році становила 10,8 %.
Чому його назвали Берегомет? Якщо подивитися на граматичну основу, то це слово складається з двох коренів — берег і мет. Що ж і хто метав на березі Сірету? Матеріали місцевої усної народної творчості зберегли досить цікаві факти з життя людей тих давніх часів, і на основі цього можна судити, чому вони так назвали своє поселення, і з невеликими видозмінами користуються цією назвою більше 15 поколінь.
Існують дві назви Берегомета — народна і офіційна. Народна або історична назва — Волоський Берегомет, так як тут проживало чимало волохів (румунів), а був ще один Берегомет в Кіцманському повіті  — Руський Берегомет , тобто український. Офіційна ділова назва, яка вживалася в австрійському та румунському діловодстві — Берегомет над Сіретом, так як відповідно існував Берегомет над Прутом  в Кіцманському повіті. В роки румунської окупації вживалась калька «Берегомет ам Сірет». Поширеною є народна вимова «Берегміть» «до Берегмети», «берегміцкі». З приходом радянської влади відмінність у назві між двома Берегометами стерлася.
19 травня 2024 року селище відвідав митрополит Київський і всієї України Епіфаній, де освятив Свято-Юріївський храм. 

## Населення

### Мова
Розподіл населення за рідною мовою за даними перепису 2001 року:
| Мова            | Кількість | Відсоток |
| --------------- | --------- | -------- |
| українська      | 8386      | 98.51%   |
| російська       | 98        | 1.15%    |
| румунська       | 12        | 0.14%    |
| білоруська      | 9         | 0.11%    |
| єврейська       | 4         | 0.05%    |
| вірменська      | 1         | 0.01%    |
| інші/не вказали | 3         | 0.03%    |
| Усього          | 8513      | 100%     |

## Архітектура

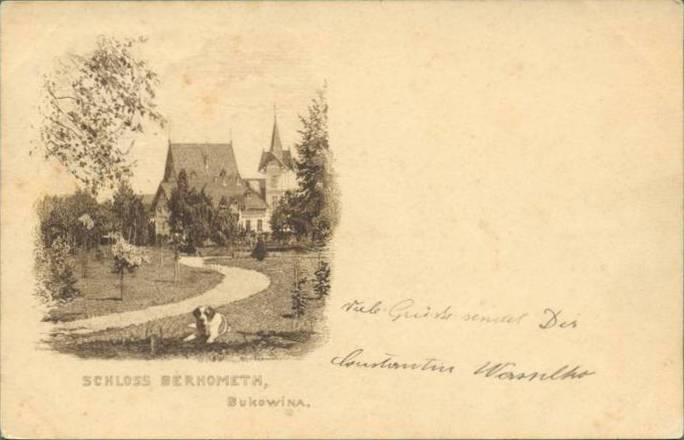
Замок Василька (1904 рік)

У Берегометі залишилося декілька визначних пам'яток, пов'язаних з життєдіяльністю шляхетного роду Васильків.
Найяскравіша споруда — Замок Берегомет, який існував на початку XX століття, у первісному вигляді не зберігся.
У центрі стоїть мурована Михайлівська церква (побудована 1888 року), безпосередньо пов'язана з родом Васильків.
На вулиці Центральній,12 збереглася колишня споруда літньої резиденції роду Васильків (нині селищна лікарня).
При виїзді з Берегомета у бік Сторожинця, ліворуч від дороги, стояла дерев'яна церква Св. Юрія 1890 року з дзвіницею, яка згоріла 18 червня 2010 року

## Природоохоронні об'єкти
Берегометський парк, Сіретський заказник (частково), Сіретські скелі.

## Інфраструктура
У селищі є гімназія та 4 школи, ПВНЗ Берегометський політехнічний технікум, автошкола, залізнична станція, завод, лісгосп, лікарня, ратуша та ринок. Розвинута приватна промисловість у галузі переробки деревини.

## Особистості
- Микола фон Василько — політик, що присвятив більшу частину життя відстоюванню прав українців в Австрійській імперії;
- Георгій Василько фон Серетський — австро-угорський політичний діяч румунського-українського походження, посол до Райхсрату (1895—1904);
- Стефан Василько фон Серетський — представник роду українсько-румунських магнатів на Буковині, перший командант Гуцульсько-Буковинського Легіону УСС;
- Ігор Смуток — дослідник галицької шляхти, доктор історичних наук, професор кафедри всесвітньої історії та спеціальних історичних дисциплін;
- Антін Кравс — український і австрійський військовий діяч, генерал-четар УГА;
- Одарка Киселиця — Заслужений художник України, Лауреат «Літературно-мистецької премії імені Сидора Воробкевича»;
- Олександр Шовк (1979—2019) — солдат Збройних сил України, учасник російсько-української війни[5];
- Юлія Осовська (* 1946) — новатор радянського сільськогосподарського виробництва;
- Наприкінці 1930-х років учителювали поет Харитон Бородай, фольклорист і етнограф Мирослава Шандро.

## Галерея

Будівля XIX ст., нині —музична школа
Адмінкорпус НПП «Вижницький»